# Mechelse Bos
Het Mechelse Bos is een natuurgebied in België van ongeveer 300 hectare, gelegen in het westen van Mechelen-aan-de-Maas. Het natuurgebied is een deel van het Nationaal Park Hoge Kempen.

## Geschiedenis
Dit bos werd eind 19e eeuw en begin 20e eeuw aangeplant met naaldhout om aldus mijnhout te leveren. Het kwam in 1908 in eigendom van de Steenkoolmijn van Eisden, om daar woningen voor de mijnwerkers te bouwen. Deze belofte werd echter niet nagekomen en in 1980 werd het gebied bestemd als natuurgebied. De mijn sloot in 1987 en de bezittingen van de mijn, waaronder het bos, kwamen in handen van NV Mosane, een houdstermaatschappij. Hoewel de gemeente in 1988 een proces voerde om het bos terug te krijgen, gelukte dit niet vanwege procedurefouten.

## Afsluiting
Ondertussen verliep er sinds 1988 een jarenlang conflict tussen de gemeente Maasmechelen en de houdstermaatschappij, die ondertussen door de maatschappij Cobepa was overgenomen. Dit leidde ertoe dat Cobepa de door het Nationaal Park reeds aangebrachte wandelroutes in het bos per 1 januari 2010 wilde afsluiten om zo de integratie van dit bos in het Nationaal Park te frustreren. Als argument werd gegeven dat het bos tot jachtgebied zou worden omgevormd, hoewel de jagers zich in het geheel geen voorstanders van afsluiting toonden. Veeleer werd de aanwezigheid van zilverzand in de bodem als achterliggende reden vermoed. Een massaal protest -inclusief de jagers- werd gevolgd door parlementaire actie met interventies door onder meer Vera Jans. Uiteindelijk werden de afsluitingsplannen grotendeels ongedaan gemaakt.

## Ligging
Wandelpaden in het gebied starten onder meer aan het station Eisden. Ten zuiden van het Mechelse Bos ligt de Mechelse Heide, een open heidegebied. Voorts sluit het bos aan bij Eisden-Tuinwijk, de vroegere tuinwijk van de Steenkoolmijn van Eisden (nu: Connecterra) en het Lanklaarderbos, met Château de Litzberg.

## Galerij

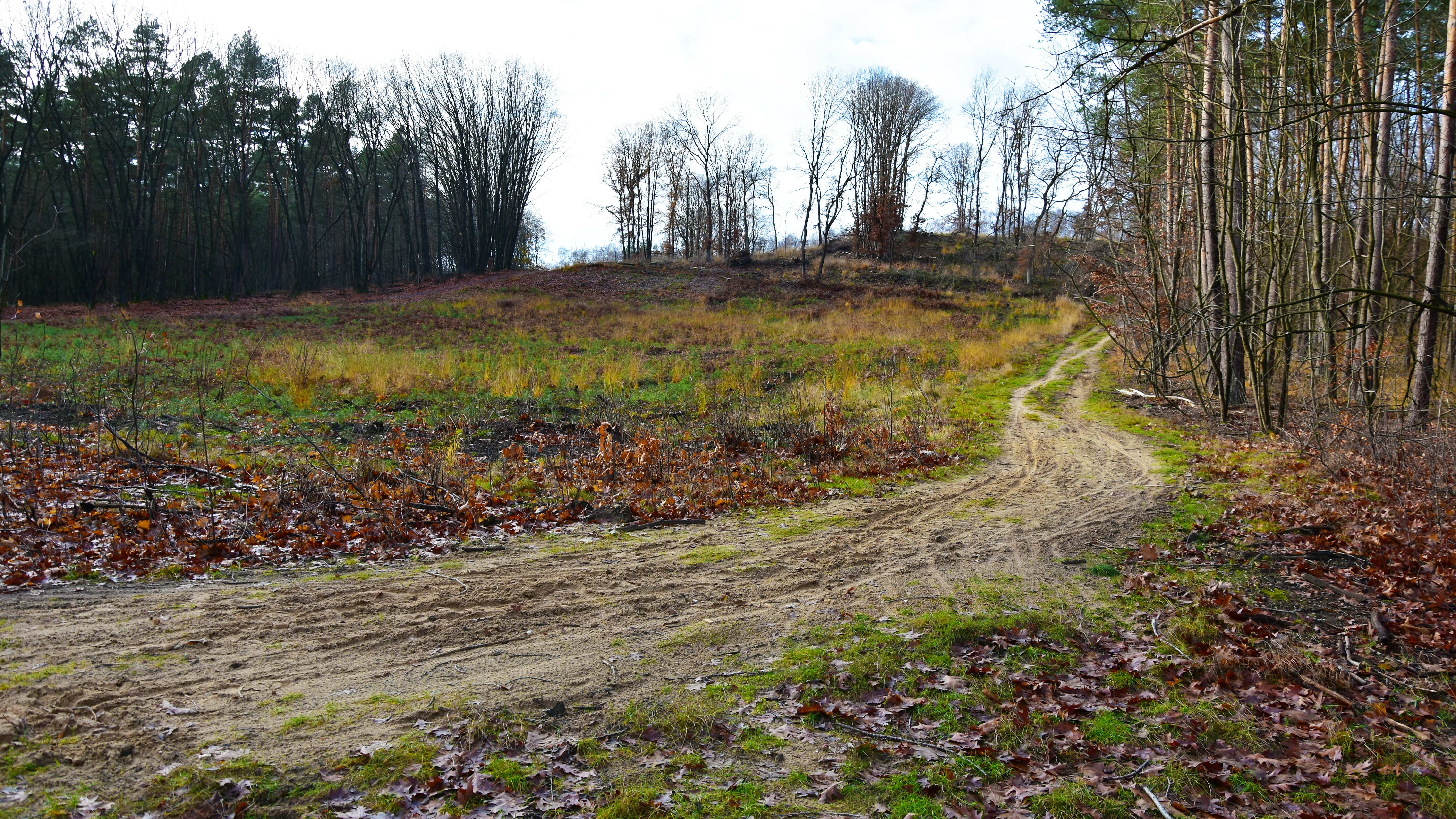
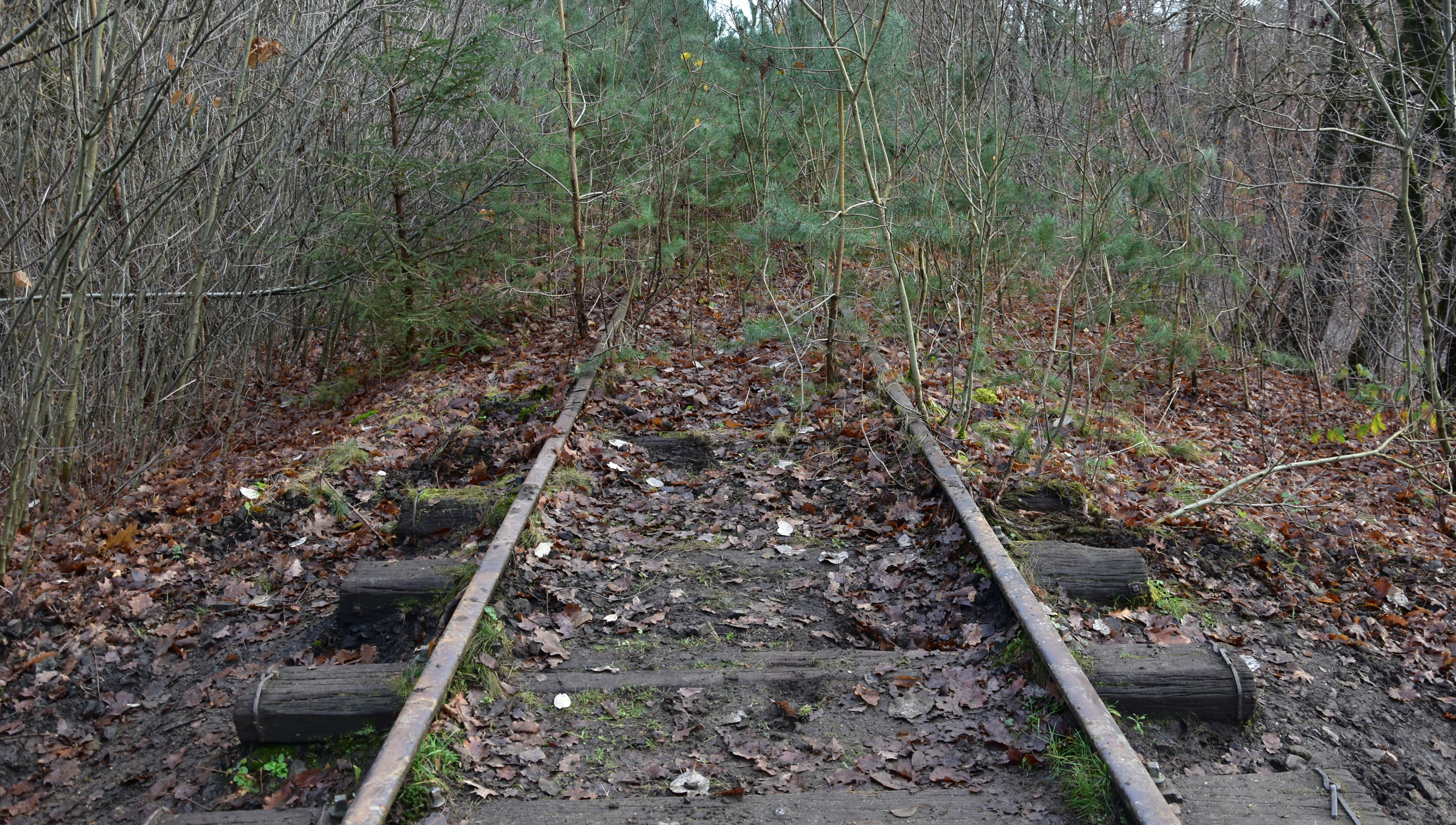
Het buitengebruikgestelde Kolenspoor tussen het station Eisden en het station As
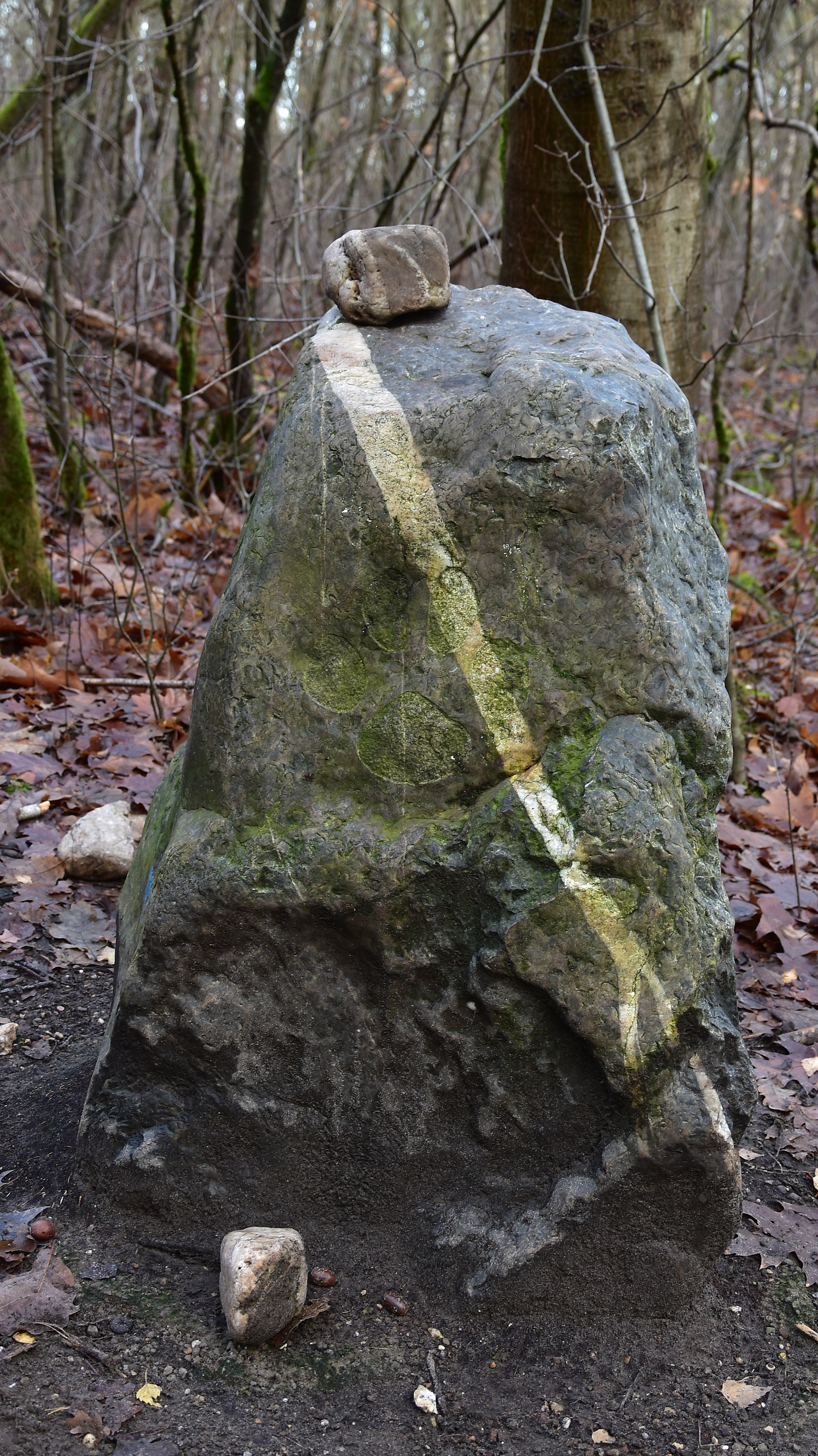
Een ijsschotszwerfsteen in het Mechelse Bos
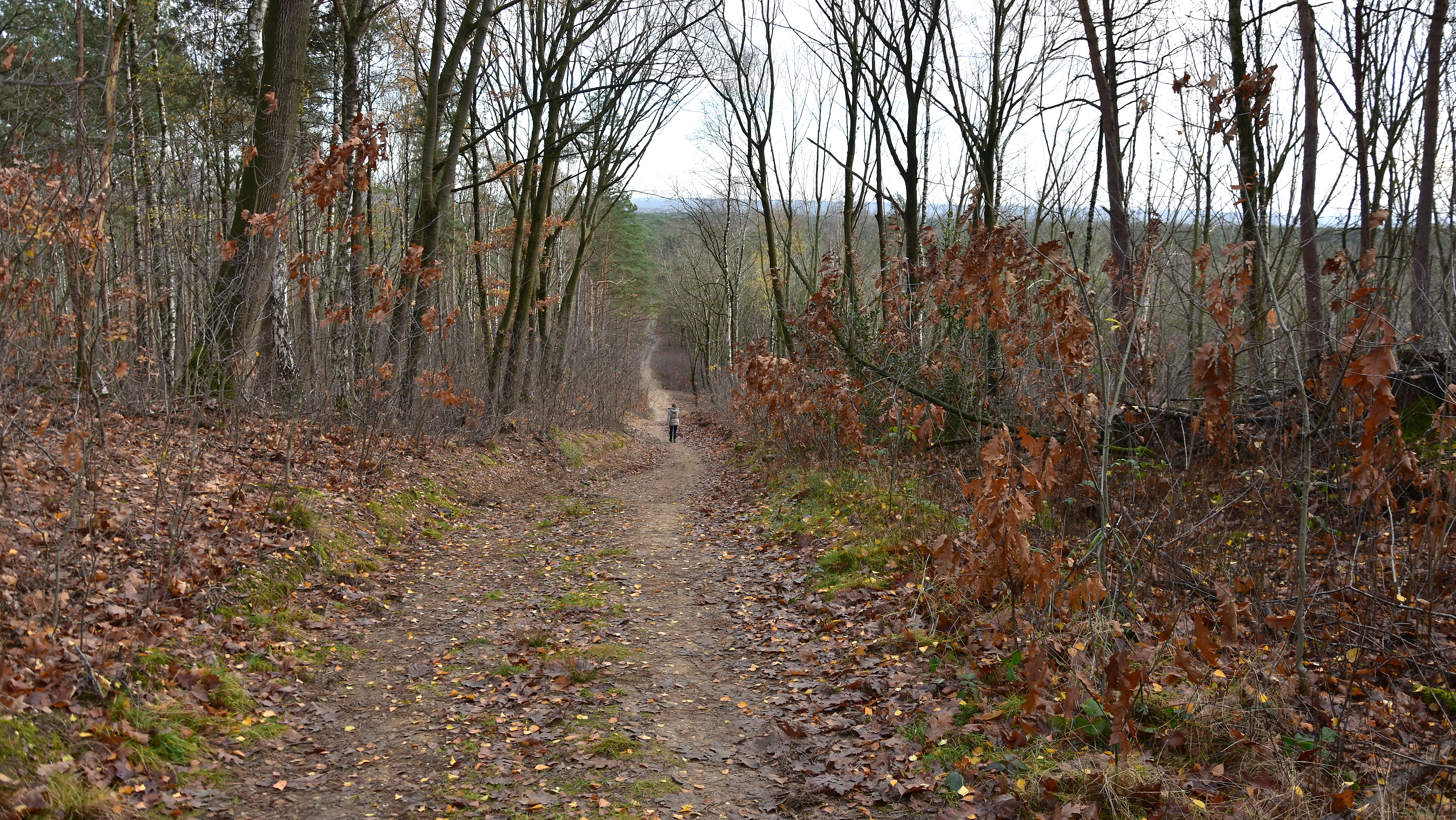